# Posnowitz
Posnowitz, polnisch Poznowice  ist ein Ort in der Landgemeinde Stubendorf (Izbicko) im Powiat Strzelecki der Woiwodschaft Opole in Polen.

## Geografie
Posnowitz liegt 10,5 km von Strzelce Opolskie (Groß Strehlitz) entfernt.

## Geschichte

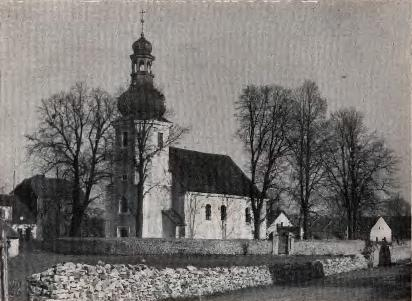
Historische Aufnahme der Kirche

Der Ort wurde 1300 als „de poznowicz“ erstmals urkundlich erwähnt.   
1910 hatte der Ort 415 Einwohner, davon 406 polnischsprachige und 9 deutschsprachige. Bei der Volksabstimmung in Oberschlesien am 20. März 1921 stimmten 197 Wahlberechtigte für einen Verbleib bei Deutschland und 182 für Polen. Posnowitz verblieb beim Deutschen Reich. 1936 wurde der Ort in Einsiedel umbenannt. Bis 1945 befand sich der Ort im Landkreis Groß Strehlitz.
1945 kam der bisher deutsche Ort unter polnische Verwaltung, wurde in Poznowice umbenannt und der Woiwodschaft Schlesien angeschlossen. 1950 kam Posnowitz zur Woiwodschaft Oppeln und 1999 zum wiedergegründeten Powiat Strzelecki.
Am 6. März 2006 wurde in der Gemeinde Stubendorf, der Posnowitz angehört, Deutsch als zweite Amtssprache eingeführt. Am 20. Mai 2008 erhielt der Ort zusätzlich den amtlichen deutschen Ortsnamen Posnowitz. Im Dezember 2008 wurden zweisprachige Ortsschilder aufgestellt.